# Plebicula dalmatica
Plebicula dalmatica är en fjärilsart som beskrevs av Adolph Speyer 1882. Plebicula dalmatica ingår i släktet Plebicula och familjen juvelvingar. Inga underarter finns listade i Catalogue of Life.